# Guido Wirz
Guido Wirz (* 28. Oktober 1972 in Roggliswil) ist ein ehemaliger Schweizer Radrennfahrer.

## Sportliche Laufbahn
Guido Wirz wurde 1990 als Amateur Sieger der Schynberg-Rundfahrt und gewann die Meisterschaft der Junioren im Strassenrennen vor Sylvain Golay.
Er wurde 1992 Berufsfahrer im Radsportteam PMU Romand-Bepsa. Von 1997 bis 1999 startete er für das Post Swiss Team, in dem Niki Aebersold Käpitän war. 1998 gewann er eine Etappe im Grand Prix Guillaume Tell sowie in der Tour du Vaucluse. In der Vuelta a España 1998 schied er aus.